# Noli me tangere (romanzo)
Noli me tangere è uno dei romanzi più conosciuti di José Rizal, pubblicato nel 1887 a Berlino.
Il racconto narra la storia di Crisóstomo Ibarra, un giovane filippino tornato nella sua terra natale dopo sette anni di studi in Europa.

## Trama
Dopo aver completato i suoi studi in Europa, il giovane Juan Crisòstomo Magsalin Ibarra ritorna nella sua terra natale, le Filippine, dopo sette anni di assenza. Per festeggiare il suo ritorno, Don Santiago de los Santos, conosciuto anche come "Capitano Tiago", un amico di famiglia del giovane, organizza una festa di ricongiungimento, a cui partecipano anche alcuni frati e altre personalità di spicco. Durante la festa, uno degli invitati, un frate francescano di nome Dámaso Vardolagas, precedentemente curato di San Diego, sminuisce e calunnia Ibarra.

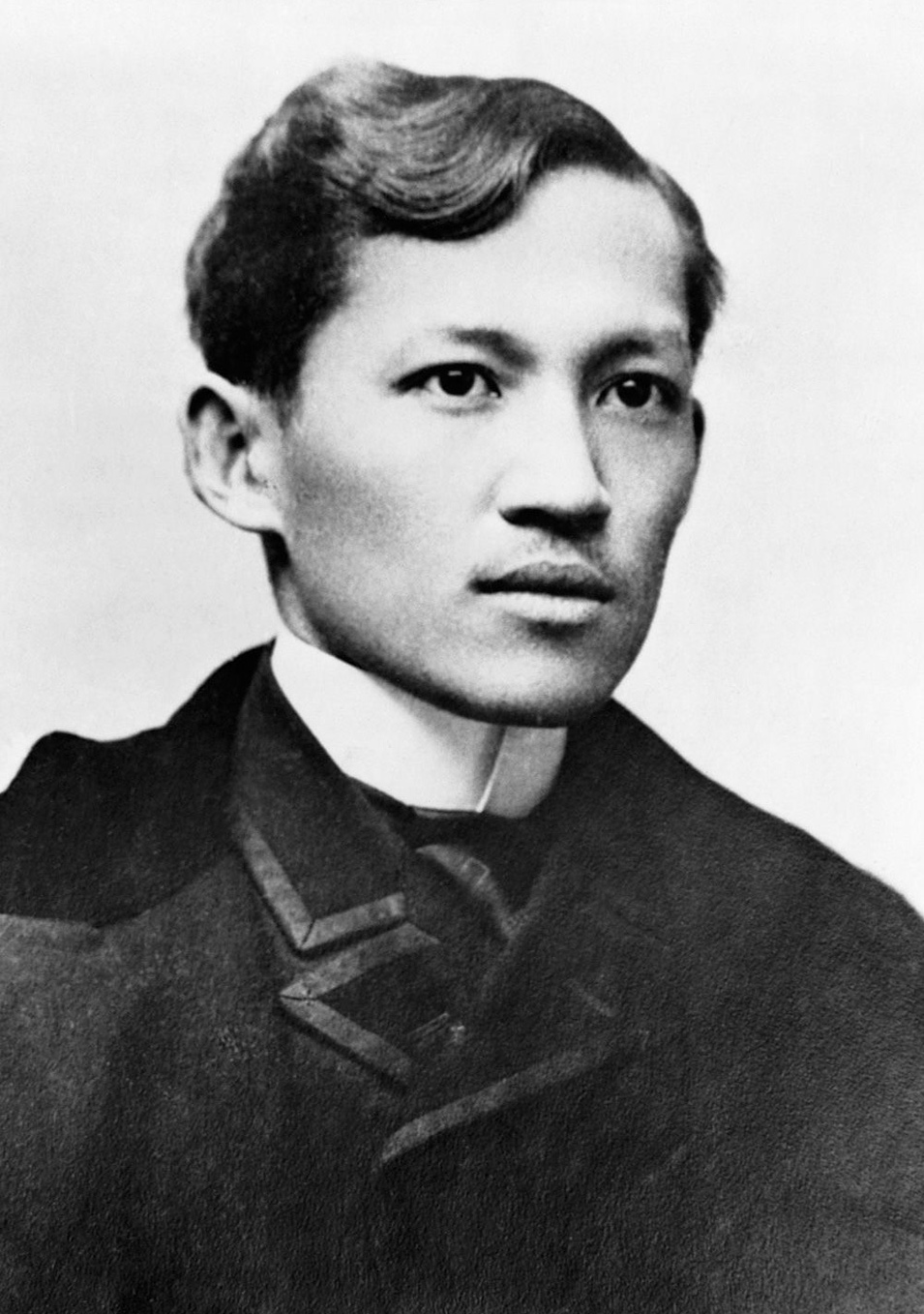
L'autore del romanzo, José Rizal

Il giorno dopo, Ibarra visita la sua promessa sposa María Clara, la bellissima figlia del Capitano Tiago e residente benestante di Binondo. Durante questo incontro, il loro amore di lunga data è manifesto, e María non può fare a meno di rileggere le lettere che il suo amore le inviava prima di trasferirsi in Europa. Prima di lasciare la città per recarsi a San Diego, in tempo per la festa cittadina, il tenente Guevara, una Guardia Civil, gli rivela alcuni incidenti che precedettero la morte di suo padre, Don Rafael Ibarra, un ricco hacendero della città. 
Secondo Guevara, Rafael aveva scoperto la corruzione e gli abusi commessi dai frati. Anche se il padre era un cattolico praticante, la sua assenza ai sacramenti, come la confessione o la messa, erano causati dall'ulteriore scoperta di alcuni atti malvagi perpetrati da Dámaso. Per questo, Dámaso accusò ingiustamente Rafael di essere un sovversivo e un eretico. L'animosità del frate contro il padre si rafforzò dopo un altro incidente, avvenuto quando Rafael aveva cercato di fermare una rissa fra un esattore delle tasse ed un bambino, conclusasi nella morte accidentale di quest'ultimo. Rafael fu accusato della morte del bambino, e i pensieri maligni delle persone intorno a lui iniziarono ad emergere, portando ulteriori complicazioni. Rafael fu imprigionato, e quando tutto stava per sistemarsi, morì di malattia nella sua cella. I resti di Rafael, una volta seppelliti in un cimitero locale, erano stati esumati sotto ordine di Dámaso e trasferiti in un cimitero cinese. Questo perché il frate credeva che quello fosse un luogo di sepoltura per pagani, gente che non riconosceva Dio negli anni passati. Tuttavia, i custodi del cimitero, simpatizzando per Rafael e per la sua famiglia, e disprezzando i frati, buttarono i suoi resti in un lago, per ingannare il francescano.
Ibarra tuttavia mette da parte i propositi di vendetta, animato invece dal desiderio di portare avanti i piani del padre, che prevedevano la costruzione di una scuola, dato che egli pensava che solo l'educazione avrebbe aperto la strada del progresso nella sua nazione (in tutto il romanzo, l'autore si riferisce alla Spagna e alle Filippine come due diversi paesi, ma parte di un'unica nazione o famiglia, con la Spagna nel ruolo di madre e le Filippine come figlia). Durante l'inaugurazione della scuola, un assassino cerca di uccidere il giovane, ma l'attentato è sventato grazie all'intervento di Elías, un misterioso uomo che aveva avvertito Ibarra del complotto per ucciderlo. Nell'attentato, l'assassino viene ucciso.
Dopo l'inaugurazione, Ibarra organizza un rinfresco, al quale Dámaso si presenta senza essere stato invitato. Il frate insulta ancora una volta Ibarra, che ignora l'insolenza dell'uomo. Ma quando Dámaso calunnia la memoria del padre defunto, Ibarra non riesce più a contenersi. Prende un coltello e minaccia il frate, puntando l'arma al collo. Ibarra a questo punto dice a tutti la verità sugli atti malvagi dei frati, e ciò che Dámaso aveva compiuto per insultare il padre, e dopo aver rimproverato il frate si prepara ad ucciderlo. In quel momento però, Maria interviene, supplicandolo di fermarsi. Ibarra si ferma, ma dopo che la notizia giunge alla Chiesa, è scomunicato per aver aggredito un religioso. Dámaso approfitta dell'occasione per persuadere il già titubante padre di María a non far sposare i due giovani. Il frate vorrebbe che María sposi Alfonso Linares de Espadaña, un Peninsular appena giunto dalla Spagna.
Con l'aiuto di un Governatore Generale solidale, la scomunica su Ibarra è tolta da Padre Salvi, e l'arcivescovo accoglie il giovane nella Chiesa. Nel frattempo, Salvi si reca alla casa di un alferez, e lo informa che Ibarra sta organizzando una rivolta. La rivolta però è organizzata dallo stesso frate, e quando, poco dopo, la ribellione avviene, sia gli ufficiali coloniali spagnoli che i frati collegano Ibarra alla rivolta. Quindi, il giovane è arrestato e incarcerato, e viene condannato a morte senza aver avuto un processo. Nel formulare l'accusa viene anche usata la corrispondenza fra il giovane e la sua amata María.
Nel frattempo, nella residenza del Capitano Tiago, viene organizzata una festa per annunciare le nozze imminenti fra María Clara e Linares, ma Elías, venuto a sapere delle sorti del giovane, brucia tutti i documenti che potrebbero incriminarlo, e dà fuoco anche alla casa. Quindi si reca alla prigione e aiuta Ibarra a scappare, anche grazie al sostegno del Governatore Generale. Prima di scappare però, Ibarra parla con María, accusandola di averlo tradito, pensando erroneamente che lei abbia dato le sue lettere agli ufficiali. María però spiega che non avrebbe mai cospirato contro di lui, ma che era stata costretta a cedere le lettere da Padre Salvi, in cambio di una lettera scritta da sua madre, Doña Pia, prima ancora che lei nascesse. Questa lettera affermava che il vero padre di María è Dámaso, e non Tiago. 
Successivamente, durante la fuga Elías e Ibarra vengono scoperti e raggiunti da alcuni proiettili. María pensa che il suo amato sia morto, e fortemente disillusa, chiede a Dámaso di essere confinata in un convento. Dámaso, inizialmente riluttante, accetta, quando la donna minaccia di uccidersi se la sua richiesta non fosse stata accolta. Tuttavia, ad insaputa di lei, Ibarra è riuscito a scappare, essendo stato colpito solo Elías.
Alla vigilia di Natale, Elías, ferito fatalmente, si sveglia in una foresta di proprietà della famiglia di Ibarra, dove aveva dato istruzioni al giovane di incontrarsi. Invece di trovare il giovane, incontra un chierichetto, Basilio, che sta cullando il corpo della madre, Sisa, ormai morta. La donna era impazzita dopo aver saputo che il figlio e suo fratello, Crispín, erano stati cacciati dal convento dove servivano come ministranti dopo essere stati accusati ingiustamente di aver rubato due oggetti dorati, e dopo aver saputo della morte di Crispín, torturato a morte dal sacrestano.
Elías, certo di stare per morire, dà istruzioni al ragazzino di costruire una pira funeraria, e bruciarvi i corpi suoi e della madre. Inoltre, gli dice di ritornare in quel posto qualora nessun altro vi si avvicinasse, per recuperare un tesoro e dell'oro nascosti da Ibarra in un punto nascosto della foresta, e usare tutto ciò per studiare. Nei suoi ultimi respiri, incoraggia Basilio a continuare a sognare la libertà della sua madre patria con queste parole:
Elías muore subito dopo.
Nell'epilogo, viene spiegato che Tiago diventa dipendente dall'oppio, e viene spesso visto frequentare le oppierie di Binondo. Padre Dámaso viene trasferito in una provincia remota, ma viene trovato morto nel suo letto il giorno dopo il suo arrivo. María Clara diventa suora, e Salví, che la bramava dall'inizio del romanzo, la usa regolarmente per soddisfare i propri desideri carnali. Durante una notte di tempesta, una bella ma pazza donna viene avvistata sul tetto del convento, mentre piange e maledice il cielo per il suo destino. Anche se non viene dato un nome alla donna, il romanzo insinua che si tratti di María Clara.

## Personaggi

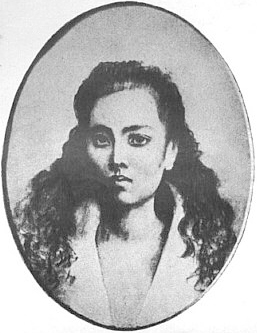
Uno schizzo a matita di Leonor Rivera, amore d'infanzia di José Rizal, sul quale basò il personaggio di "María Clara".

Rizal include circa 30 personaggi nella storia. Di seguito sono riportati quelli principali.
- Crisóstomo Ibarra – noto anche con il suo nome completo Juan Crisóstomo Ibarra y Magsalin,[1] un filippino che ha studiato in Europa per 7 anni, fidanzato di Maria Clara. Figlio del deceduto Don Rafael Ibarra. Un antenato di Crisostomo ha cambiato il suo cognome da Eibarramendia a Ibarra.
- Elías – misterioso amico di Ibarra e fuggiasco. Ad un certo punto viene nominato come "il pilota". Vuole rivoluzionare il suo paese. Nel passato il nonno di Ibarra accusò il suo di avergli bruciato un capannone, rendendo Elias ricercato.
- María Clara – María Clara de los Santos, l'amore di Crisóstomo; figlia illegittima di Padre Dámaso e Pía Alba
- Padre Dámaso – noto anche con il suo nome Dámaso Verdolagas,[2] frate francescano e vero padre di María Clara.
- Don Filipo – un amico di Ibarra.
- Linares – Un lontano nipote di Don Tiburcio de Espadaña, in seguito promesso sposo di Maria Clara che lo rifiuta.
- Capitano-Generale (nessun nome specifico) – l'ufficiale più potente nelle Filippine, critica i frati e i funzionari corrotti. Apprezza Ibarra.
- Tandang Pablo – il leader dei ribelli. La sua famiglia era stata massacrata dagli spagnoli.
- Tarsilo e Bruno – fratelli, il padre dei quali era stato ucciso dagli spagnoli.
- Sisa – madre di Basilio e Crispíno. Perde il senno dopo la perdita dei figli.
- Basilio – il più grande figlio di Sisa.
- Crispín – il più piccolo figlio di Sisa, picchiato fino alla morte dopo l'accusa di aver rubato del denaro.
- Padre Sibyla – Hernando de la Sibyla, un frate filippino. Domenicano istruito, sottile e falso.
- Capitan Tiago – noto anche con il nome di Don Santiago de los Santos[3] padre ufficiale di María Clara; vive a Binondo
- Padre Salví – noto anche con il nome di Bernardo Salví,[2] ammiratore segreto di María Clara.
- Pilosopo Tasyo – noto anche come Don Anastasio, raffigurato nel racconto come pessimista; cinico e pazzo, dai suoi vicini di casa.
- L'Alférez – capo della Guardia Civil; nemico dei frati
- Don Tiburcio – marito spagnolo di Donna Victorina, debole e sottomesso alla moglie; pretende anche di essere un dottore
- Doña Victorina – Victorina de los Reyes de De Espadaña, donna ricca, prepotente e presuntuosa
- Doña Consolación – moglie dell'alférez
- Pedro – marito di Sisa che maltratta la moglie

## Edizioni
- Noli me tangere, traduzione di Vasco Caini, Debatte, Livorno, 2003, pp. 416. ISBN 88-86705-26-3
- Noli me tangere, traduzione di Vittorio Severini, Landscape Books, Roma, 2023, pp. 496. ISBN 979-12-80243-70-6